# Rodolfo Ramírez
Maldonado Rodolfo José Ramírez García (* 31. Juli 1988) ist ein guatemaltekischer Badmintonspieler. 

## Karriere
Rodolfo Ramírez nahm 2010 im Badminton an den Zentralamerika- und Karibikspielen teil. Er gewann dabei sowohl die Herrendoppelkonkurrenz mit Kevin Cordón als auch die Männerteamwertung. Im Mixed mit Nikte Sotomayor und im Herreneinzel reichte es dagegen nur zu Bronze. Bei den Panamerikanischen Spielen 2007 war er bereits Fünfter im Doppel geworden.
Die Suriname International 2010 gewann er gemeinsam mit Kevin Cordón ebenso wie die Puerto Rico International 2010, die Guatemala International 2009 und die Peru International 2009. 2009 wurden beide auch Panamerikameister.

## Sportliche Erfolge
| Saison | Veranstaltung                     | Disziplin        | Platz | Name                              |
| ------ | --------------------------------- | ---------------- | ----- | --------------------------------- |
| 2007   | Panamerikanische Spiele           | Herrendoppel     | 5     | Rodolfo Ramírez / Kevin Cordón    |
| 2008   | Panamerikameisterschaft           | Herrendoppel     | 2     | Rodolfo Ramírez / Kevin Cordón    |
| 2009   | Panamerikameisterschaft           | Herrendoppel     | 1     | Rodolfo Ramírez / Kevin Cordón    |
| 2009   | Peru International                | Herrendoppel     | 1     | Rodolfo Ramírez / Kevin Cordón    |
| 2009   | Guatemala International           | Herrendoppel     | 1     | Rodolfo Ramírez / Kevin Cordón    |
| 2009   | Guatemala International           | Mixed            | 1     | Rodolfo Ramírez / Lorena Duany    |
| 2010   | Zentralamerika- und Karibikspiele | Herrendoppel     | 1     | Rodolfo Ramírez / Kevin Cordón    |
| 2010   | Zentralamerika- und Karibikspiele | Herreneinzel     | 3     | Rodolfo Ramírez                   |
| 2010   | Zentralamerika- und Karibikspiele | Herrenmannschaft | 1     | Mexiko                            |
| 2010   | Zentralamerika- und Karibikspiele | Mixed            | 3     | Rodolfo Ramírez / Nikte Sotomayor |
| 2010   | Suriname International            | Herrendoppel     | 1     | Rodolfo Ramírez / Kevin Cordón    |
| 2010   | Puerto Rico International         | Herrendoppel     | 1     | Rodolfo Ramírez / Kevin Cordón    |
| 2009   | Guatemala International           | Herrendoppel     | 1     | Rodolfo Ramírez / Kevin Cordón    |
| 2012   | Carebaco-Meisterschaft            | Herrendoppel     | 1     | Jonathan Solís / Rodolfo Ramírez  |
| 2012   | Guatemala International           | Herrendoppel     | 1     | Solis Jonathan / Rodolfo Ramírez  |